# Punxín
Punxín è un comune spagnolo di 937 abitanti situato nella comunità autonoma della Galizia.